# Viktor Alexandersson
Viktor Peter Alexandersson, född 26 mars 1998 i Fässbergs församling i Mölndal, är en svensk fotbollsspelare (mittfältare) som spelar för Fässbergs IF.

## Karriär
I december 2020 värvades Alexandersson av Gais, där han skrev på ett tvåårskontrakt. Alexandersson gjorde sin Superettan-debut den 10 april 2021 i en 1–0-vinst över Falkenbergs FF, där han blev inbytt i den 76:e minuten mot Daniel Sterner. I december 2022 gick Gais ut med att Alexandersson hade tecknat ett ettårskontrakt över säsongen 2023. Efter säsongen 2023 meddelade klubben att man inte förlängde kontraktet med Alexandersson.
I april 2024 blev Alexandersson klar för en återkomst i moderklubben Fässbergs IF.